# Kangerlussuaq (Qaanaaq)
Kangerlussuaq [kaˌŋɜˈɬːusːuɑq] (nach alter Rechtschreibung Kangerdlugssuaĸ; Inuktun Kangertugguaq [kaˌŋɜχˈɾuçːuɑ(q)]) ist eine wüst gefallene grönländische Siedlung im Distrikt Qaanaaq in der Avannaata Kommunia.

## Lage
Kangerlussuaq liegt an der Südküste des gleichnamigen Fjords (Inglefield Bredning) gegenüber der kleinen Insel Qimmiuneqarfik. 17 km nordöstlich befindet sich der nächstgelegene bewohnte Ort Qeqertat.

## Geschichte
Kangerlussuaq gehört zur Wohnplatzgruppe Oqqorliit, innerhalb derer die Inughuit früher als Nomaden umherzogen. 1951 lebten noch dreizehn Einwohner an dem Wohnplatz. Ein Jahr darauf waren es nur noch vier und noch ein weiteres Jahr später nur noch zwei. 1960 hatte der Ort keine Bewohner mehr. Vermutlich wurde er kurz nach 1953 aufgegeben.